# Saint-Pantaly-d’Excideuil
Saint-Pantaly-d’Excideuil (okzitanisch Sent Pantali d’Eissiduelh) ist eine südfranzösische Gemeinde mit 160 Einwohnern (Stand 1. Januar 2022) im Département Dordogne in der Region Nouvelle-Aquitaine (vor 2016 Aquitaine). Sie besteht aus dem Hauptort sowie mehreren Weilern (hameaux) und Einzelgehöften (fermes).

## Lage und Klima
Der Ort Saint-Pantaly-d’Excideuil liegt gut 30 km (Fahrtstrecke) nordöstlich von Périgueux am Flüsschen Loue im waldreichen Périgord vert in einer Höhe von ca. 138 m. Das Klima ist gemäßigt; Regen (ca. 930 mm/Jahr) fällt übers Jahr verteilt.

## Bevölkerungsentwicklung
| Jahr      | 1800 | 1851 | 1901 | 1954 | 1999 | 2017 |
| Einwohner | 381  | 485  | 330  | 227  | 157  | 150  |

Der Bevölkerungsrückgang im 20. Jahrhundert ist im Wesentlichen auf die Mechanisierung der Landwirtschaft und die Aufgabe von bäuerlichen Kleinbetrieben zurückzuführen.

## Wirtschaft
Die Gemeinde war und ist immer noch in hohem Maße land- und forstwirtschaftlich orientiert, wobei auch die Viehzucht eine beträchtliche Rolle spielt. Im Ort selbst haben sich Handwerker und Kleindienstleister angesiedelt. Seit den 1960er Jahren werden einige leerstehende Häuser als Ferienwohnungen (gîtes) vermietet.

## Geschichte

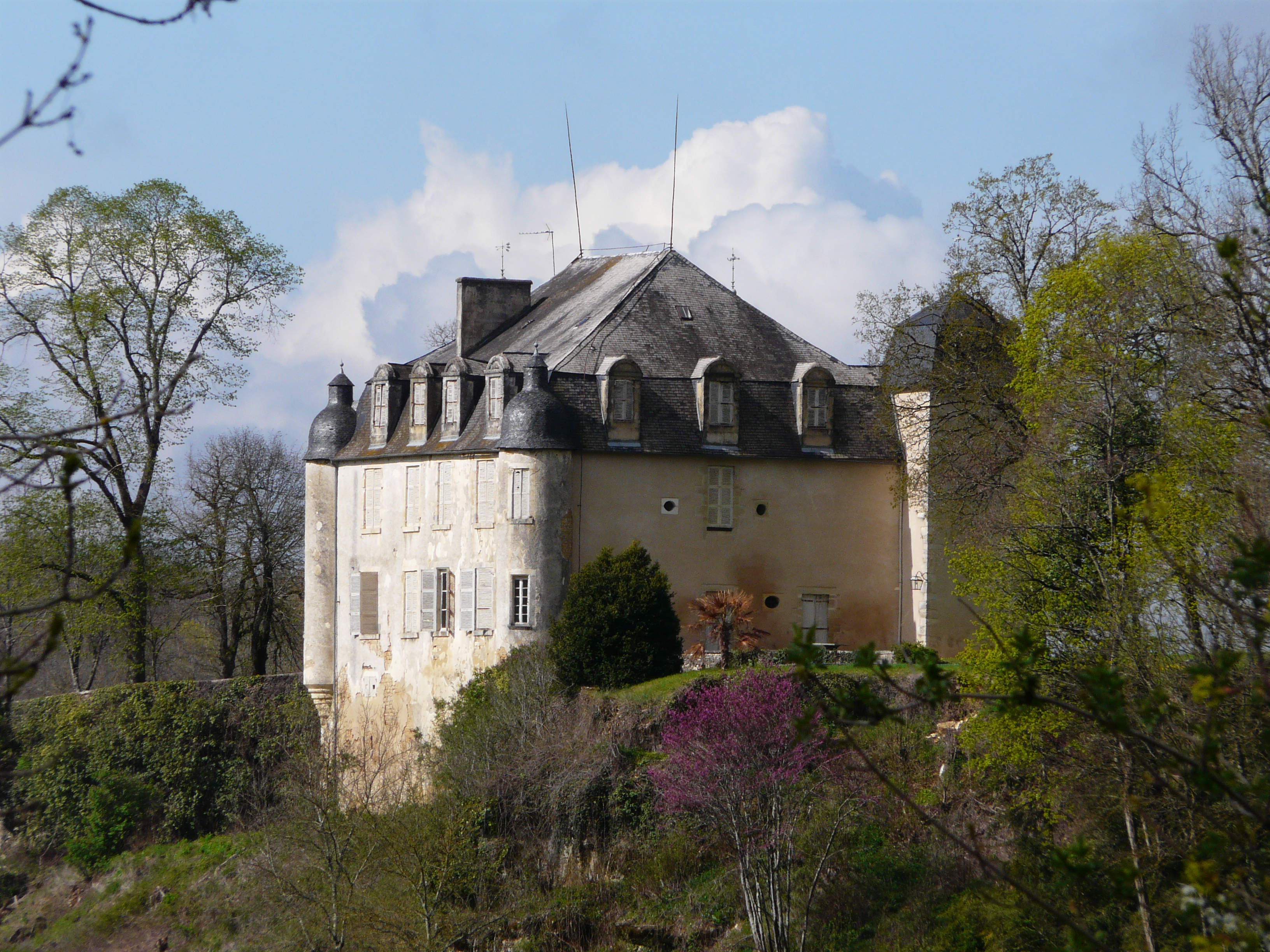
Château de la Roche

Die erstmalige Erwähnung des Ortes bzw. seiner Kirche stammt aus dem Jahr 1120. Während der Französischen Revolution, d. h. von 1792 bis 1795 wurde der Ort in Pantaly-Albarède umbenannt.

## Sehenswürdigkeiten
- Die örtliche Pfarrkirche stammt aus dem 19. Jahrhundert und ist dem hl. Pantaleon geweiht.
- Das ca. 1 km westlich des Ortes (45° 18′ 50,4″ N, 0° 59′ 56,2″ O) gelegene Château de la Roche existierte bereits im 14. Jahrhundert. Möglicherweise nach Zerstörungen während des Hundertjährigen Krieges (1337–1453) und/oder der Hugenottenkriege (1562–1598) wurde es jedoch im 16. und 17. Jahrhundert grundlegend erneuert. Es ist ein zweigeschossiger Bau auf nahezu quadratischem Grundriss; in den Ecken befinden sich Treppentürme. Das Mansardendach zeigt zahlreiche Lukarnenfenster.[3]